# İncesu (Kayseri)
Pour les articles homonymes, voir İncesu.
İncesu est une ville et un district de la province de Kayseri dans la région de l'Anatolie centrale en Turquie.